# Bisdom Acerra
Het bisdom Acerra (Latijn: Dioecesis Acerrarum; Italiaans: Diocesi di Acerra) is een in Italië gelegen rooms-katholiek bisdom met zetel in Acerra. Het bisdom behoort tot de kerkprovincie Napels, en is, samen met de aartsbisdommen Capua en Sorrento-Castellammare di Stabia, de bisdommen Alife-Caiazzo, Aversa, Caserta, Ischia, Nola, Pozzuoli, Sessa Aurunca en Teano-Calvi en de territoriale prelatuur Pompeï, suffragaan aan het aartsbisdom Napels.

## Geschiedenis
Het bisdom Acerra werd opgericht in de 11e eeuw en suffragaan gesteld aan het aartsbisdom Napels.

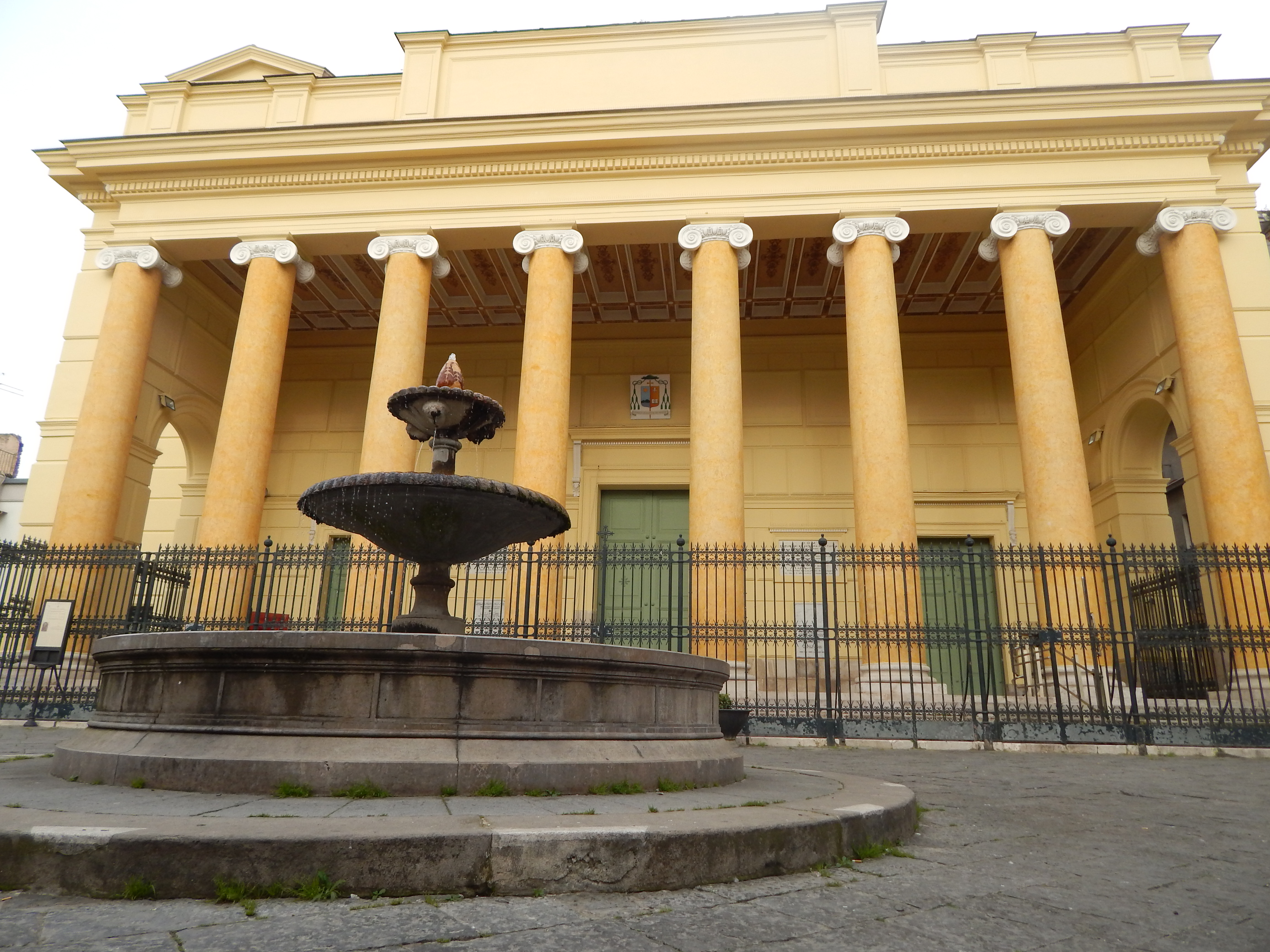
Kathedraal van Acerra
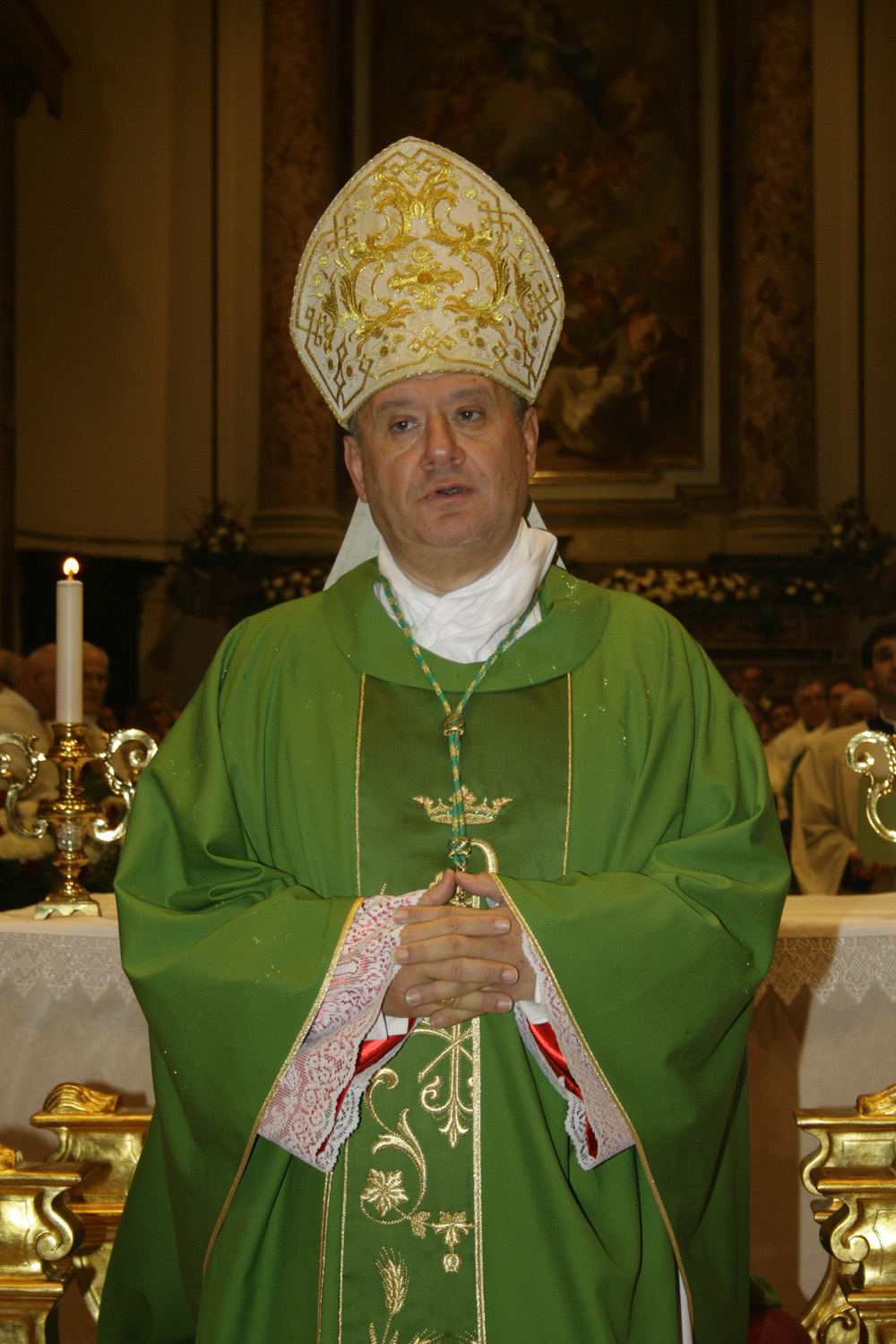
Bisschop Antonio di Donna